# Pyrausta demantrialis
Pyrausta demantrialis is een vlinder van de familie van de grasmotten (Crambidae). De wetenschappelijke naam van deze soort is voor het eerst voorgesteld als Blepharomastix demantrialis door Herbert Druce in een publicatie uit 1895.
De soort komt voor in de Verenigde Staten, Mexico, Venezuela en Ecuador.